# Август Санґ
Август Санґ (ест. August Sang; *27 липня 1914, Пярну — †14 жовтня 1969, Таллінн) — естонський поет та літературний перекладач.

## Твори
- Üks noormees otsib õnne (1936)
- Arbujad: valimik uusimat eesti lüürikat (Збірка 1938)
- Heinrich Heine (Біографія, 1938)
- Müürid (1939)
- Võileib suudlusega (1963)
- Sada laulu (Вибрана колекція, 1965)
- Luuletused (Вибрана колекція, 1970)
- Väike luuleraamat (Вибрана колекція, 1971)
- Laenatud laulud (Антологія перекладів у двох томах, 1973-74)
- Laulud (Вибрана колекція, 1977)
- Emajõe unisel veerel (Посмертна антологія, 2003)